# Historia Oręża
Historia Oręża (ang. Weaponology) – program telewizyjny  prezentujący historię i rozwój współczesnej broni. Program produkcji amerykańskiej oryginalnie prezentowany na kanale Military Channel, w Polsce natomiast na kanale Discovery World.
Pierwszy sezon był poświęcony określonym broniom np: karabin maszynowy czy czołg, w drugim sezonie producenci skupili się na organizacjach militarnych np: Specnaz czy  Special Air Service.

## Spis odcinków
| N/o            | Nr w sezonie | Polski tytuł                                      | Angielski tytuł             |
| -------------- | ------------ | ------------------------------------------------- | --------------------------- |
| SEZON PIERWSZY |              |                                                   |                             |
| 1              | 1            | Karabin snajperski                                | Sniper Rifles               |
| 2              | 2            | Kamizelka kuloodporna                             | Body Armor                  |
| 3              | 3            | Broń automatyczna                                 | Rapid Fire                  |
| 4              | 4            | Okręt podwodny                                    | Submarines                  |
| 5              | 5            | Samolot pionowego startu                          | Vertical Take Off           |
| 6              | 6            | Bombowiec                                         | Bomber                      |
| 7              | 7            | Myśliwce                                          | Fighter                     |
| 8              | 8            | Artyleria                                         | Artillery                   |
| 9              | 9            | Pułapki saperskie                                 | Booby Traps                 |
| 10             | 10           | Granaty odłamkowe                                 | Frags, Pineapples and RPG's |
| 11             | 11           | Broń ogniowa                                      | Fire Weapons                |
| 12             | 12           | Transportery opancerzone                          | Armoured Personnel Carriers |
| 13             | 13           | Czołgi                                            | Tanks                       |
| SEZON DRUGI    |              |                                                   |                             |
| 14             | 1            | SEALs - oddziały specjalne marynarki wojennej USA | United States Navy SEALs    |
| 15             | 2            | Piechota Morska Stanów Zjednoczonych              | U.S.M.C                     |
| 16             | 3            | Waffen S.S.                                       | Waffen S.S.                 |
| 17             | 4            | Wojska Spadochronowe Stanów Zjednoczonych         | U.S. Airborne               |
| 18             | 5            | Pułk Rangersów Stanów Zjednoczonych               | United States Army Rangers  |
| 19             | 6            | Zielone Berety                                    | Green Berets                |
| 20             | 7            | SAS                                               | SAS                         |
| 21             | 8            | Królewska Piechota Morska                         | Royal Marines               |
| 22             | 9            | Ekstremalni wojownicy                             | Extreme Warriors            |
| 23             | 10           | Wojska inżynieryjne                               | Combat Engineers            |
| 24             | 11           | Legia Cudzoziemska                                | French Foreign Legion       |
| 25             | 12           | Specnaz                                           | Spetsnaz                    |
| 26             | 13           | Izraelscy Komandosi                               | Israeli Commandos           |